# كارلجوهان اريكسون
كارلجوهان اريكسون (بالفنلندية: Carljohan Eriksson) (25 أبريل 1995 بهلسنكي في فنلندا - ) هو لاعب كرة قدم فنلندي في مركز حراسة المرمى. شارك مع منتخب فنلندا تحت 21 سنة لكرة القدم. أما مع النوادي، فقد لعب مع اتش آي اف كي ونادي هلسنكي وKlubi 04 ‏ وPK-35 (men) ‏.

## وصلات خارجية
- كارلجوهان اريكسون على موقع الاتحاد الدولي (مؤرشف)  (الإنجليزية)
- كارلجوهان اريكسون على موقع الاتحاد الأوربي (الإنجليزية)
- كارلجوهان اريكسون على موقع اتحاد السويد (السويدية)
- كارلجوهان اريكسون على موقع قاعدة بيانات كرة القدم.إي يو (الإنجليزية)
- كارلجوهان اريكسون على موقع ناشيونال فوتبول تيمز (الإنجليزية)
- كارلجوهان اريكسون على موقع Soccerway.com (الإنجليزية)
- كارلجوهان اريكسون على موقع عالم كرة القدم.نت (الإنجليزية)
- كارلجوهان اريكسون على موقع AS.com (الإسبانية)